# Stepnoi (Stàvropol)
Stepnoi (en rus: Степной) és un poble (un possiólok) del krai de Stàvropol, a Rússia, que en el cens del 2010 tenia 103 habitants. Pertany al districte rural de Levokúmskoie.